# Casa d'Enric Ramon
|  | No s'ha de confondre amb Antiga Casa d'Enric Ramon. |

La casa d'Enric Ramon és un edifici d'Amposta inclòs a l'Inventari del Patrimoni Arquitectònic de Catalunya.

## Descripció
És un edifici d'habitatges de planta rectangular irregular (quasi romboïdal). Està situat a l'extrem d'una illa, té planta baixa i un pis i la coberta és plana, amb un petit cos aixecat a la part interior del terrat. Agafant com a façana principal la que dona a l'avinguda Sant Jaume, presenta tots els elements, tant estructurals com ornamentals, que componen el conjunt, tot i que aquesta compta amb un element no regular, el mirador del pis situat a la cantonada i que agafa una part de la façana lateral dreta, i que està recolzat per una mena de gran mènsula circular profusament esculpida amb motius florals, flanquejada per dues mènsules. La planta baixa té una gran porta central amb un senzill emmarcament superior motllurat i acabat en punta, a més de la petita porta d'entrada al pis habitat. Al pis superior, a part del mirador hi ha dos balcons recolzats sobre mènsules i amb un notable emmarcament superior fet d'un arc quasi conopial amb esglaonament i una petita secció d'esgrafiats, tot coronat per una barana feta d'intercalar trams d'obra, amb mènsules, motllures i motius florals esculpits, i de reixat de ferro. La façana lateral dreta té quatre finestres a la planta baixa (dues cegues), i tres balcons al pis. La posterior té dues finestres i una porta i tres balcons.

## Història
Construïda per l'empenta d'Enric Ramon, que anà a Amposta a treballar com a tècnic de molins i va comprar el solar on va construir la casa. A la planta baixa hi tenien les oficines, les bàscules i el magatzem de l'arròs blanc, o llotja, a més d'un magatzem per a l'arròs amb closca, deixant un espai intermedi per a la maquinària del molí a vapor. Així funcionà fins a la guerra civil. Els republicans en retirar-se van destruir les instal·lacions que, després de la guerra, van ser utilitzades com a magatzems d'arròs tant la llotja com els magatzems exteriors per ARDESA, fins als anys 60, i posteriorment es van llogar a la Cambra Arrossera i després la part de la llotja com a oficines de la Comunitat de Regants del Canal de la Dreta de l'Ebre. Actualment l'edifici resta desocupat.